# Junactwo (organizacja)

Symbol organizacji

Junactwo (także CYM: Спілка української молоді) – ukraińska organizacja młodzieżowa, kierowana przez Organizację Ukraińskich Nacjonalistów.
W każdym okręgowym zarządzie OUN znajdowała się młodzieżowa podreferentura Junactwa. Do organizacji przyjmowano młodzież w wieku od 15 do 21 lat. Po ukończeniu 21 lat każdy członek Junactwa mógł zostać członkiem OUN bez wymaganego 6-miesięcznego stażu kandydackiego.
W maju 1944 siatka organizacyjna Junactwa została rozwiązana. Po drugiej wojnie światowej wznowiła działalność, głównie w Argentynie, Australii, Belgii, Kanadzie, Estonii, Francji, Wielkiej Brytanii, Niemczech i USA, a po 1989 roku także znowu na Ukrainie.